# Hawker Henley
Гоукер Генлі (англ. Hawker Henley) — британський двомісний буксир мішеней, що перебував на озброєнні Королівських Повітряних сил у під час Другої світової війни.

## Історія

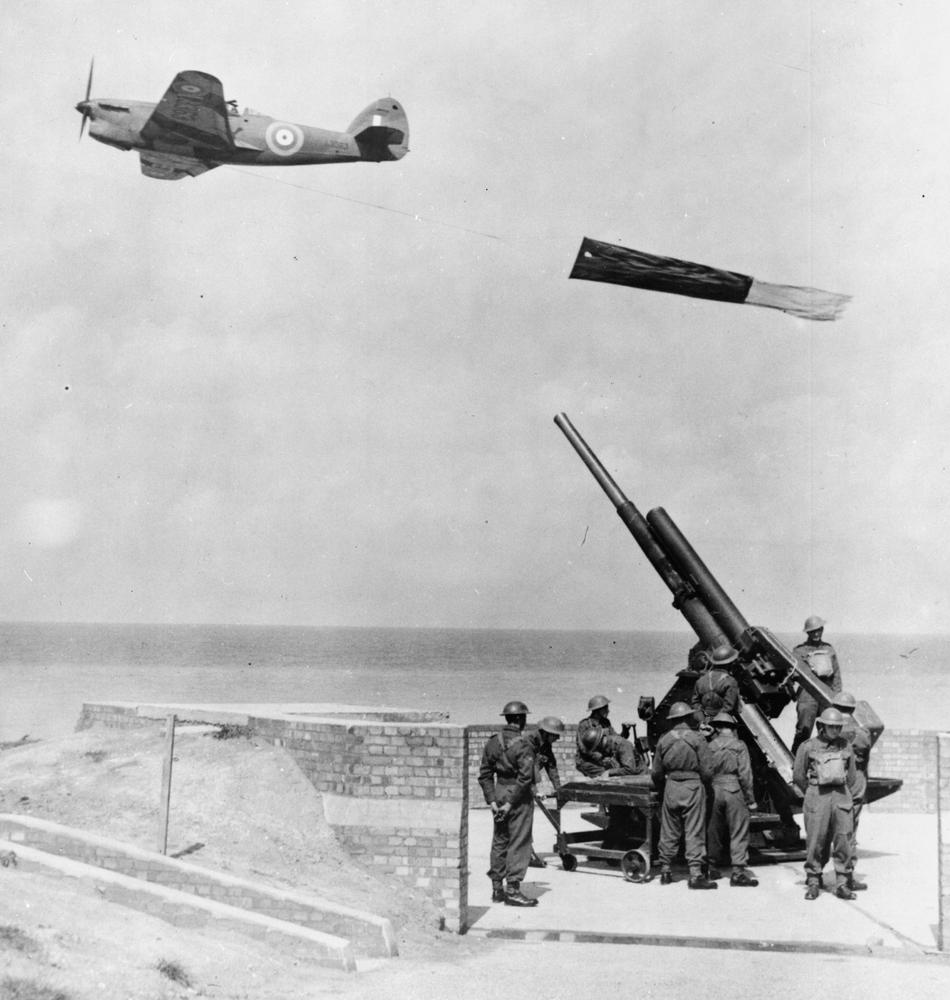
Hawker Henley з мішенню під час тренування ППО.

В лютому 1934 року міністерство авіації видало специфікацію P.4/34 на легкий бомбардувальник який міг б застосовуватись для безпосередньої підтримки військ з високими льотними характеристиками, зокрема вимагалась максимальна швидкість близько 480 км/год. Звісно, що для таких характеристик бомбове навантаження було мінімальне і тому конструкторське бюро компанії Hawker Aircraft почало розглядати дизайн схожий на винищувач Hawker Hurricane, який був на останніх стадіях проєктування. Використання схожого дизайну було перевагою не тільки з точки зору необхідної роботи конструкторів, а і виробництва схожих деталей, тому ідею підтримали.
В результаті літак який став відомий як «Генлі» (англ. Henley) отримав хвостову частину і зовнішню частину крила від «Гаррікейна». Літак мав використовувати двигун Rolls-Royce Merlin який також мав встановлюватись на «Гаррікейн», оскільки він пропонував найкраще відношення потужності до маси з мінімальним розміром. Також літак використовував триопорне висувне шасі з хвостовим колесом.
Виготовлення прототипа почалось в середині 1935 року, але через більший пріоритет «Гаррікейну» він був завершений і піднявся в повітря тільки 10 березня 1937 року оснащений двигуном Merlin F. Після випробувань двигун було замінено на Merlin I і крила отримали алюмінієву обшивку замість тканинної. В результаті «Генлі» успішно пройшов всі випробування. На жаль тоді міністерство авіації відмовилось від нового легкого бомбардувальника, але що б не втрачати гарний дизайн було вирішено використати його як буксир мішеней. Перше, і єдине, замовлення склало 200 літаків і було передано компанії Gloster. Другий прототип вже розроблявся для цієї нової ролі і оснащувався лебідкою і сховищем для скручування мішеней після навчань. Другий прототип здійнявся в повітря 26 травня 1938 року.
Серійна модифікація отримала позначення «Генлі Mk.III» і надійшла в різноманітні льотні школи. В процесі експлуатації проявилось що при необхідних для навчання швидкостях двигуни надто часто відмовляли. Тому літак перевели в школи ППО для навчання наземних операторів. Проте двигуни все ще відмовляли, і декілька «Генлі» було втрачено в аваріях. Тому вже в середині 1942 року більшість «Генлі» було замінено на Boulton Paul Defiant і Miles Martinet.

## Тактико-технічні характеристики

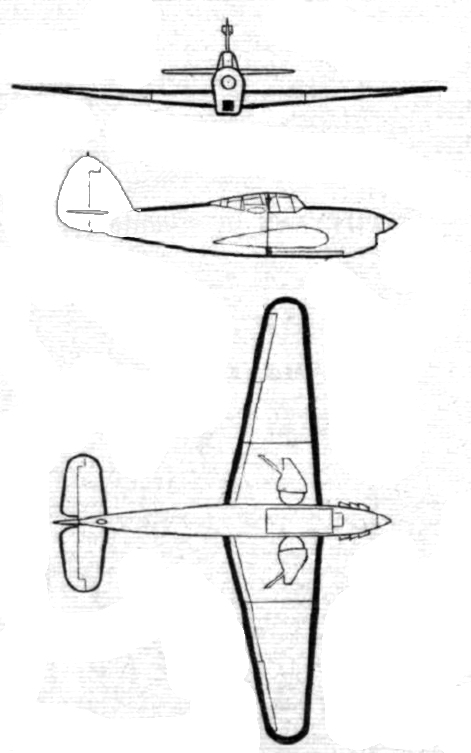

Дані з Consice Guide to British Aircraft of World War II

### Технічні характеристики
- Екіпаж: 2 особи
- Довжина: 11,10 м
- Висота: 4,46 м
- Розмах крила: 14,59 м
- Площа крила: 31,77 м²
- Маса порожнього: 2726 кг
- Максимальна злітна маса: 3846 кг
- Двигун: Rolls-Royce Merlin II/III
- Потужність: 1030 к. с. (768 кВт.)

### Льотні характеристики
- Максимальна швидкість:
  - з мішенню «повітря-повітря» 438 км/год (на висоті 5335 м.)
  - з мішенню «земля-повітря» 322 км/год
- Крейсерська швидкість: 378 км/год
- Практична стеля: 8230 м
- Дальність польоту: 1529 км